# Théâtre de variétés
Pour les articles homonymes, voir Théâtre des Variétés (homonymie) et Variété.

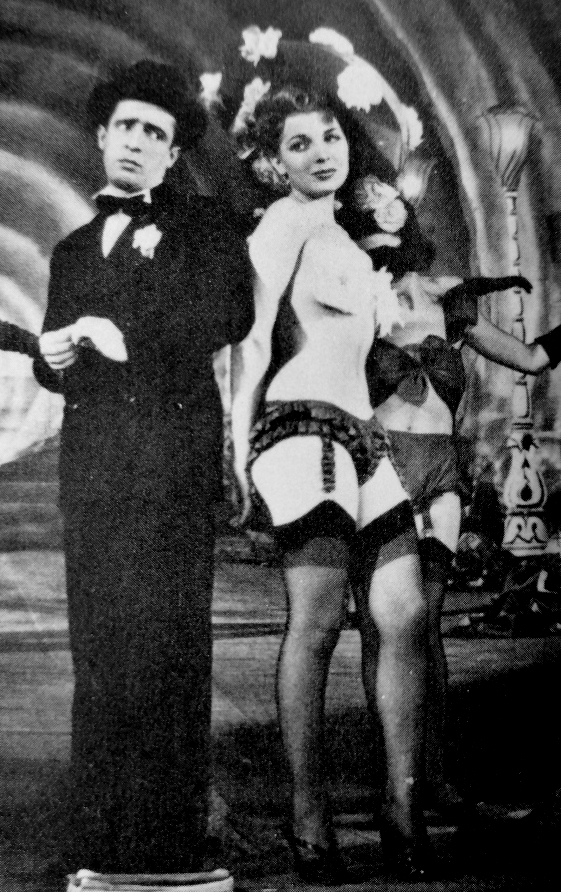
Les artistes italiens Nino Taranto et Isa Barzizza dans un numéro en 1947.

Le théâtre de variétés, est un spectacle consistant en une succession de numéros et d'attractions de divers genres (récitations comiques, chansons, danses, farces clownesques, acrobaties, illusionnisme et autres), sans fil conducteur les unissant. Né comme une évolution d'autres formes de divertissement (café-chantant, burlesque, cirque, etc.), vers le milieu du XIXe siècle, il commence à prendre sa place dans les théâtres, acquérant ainsi son autonomie,.
Des genres théâtraux comparables sont le music-hall et, en Amérique, le vaudeville.

## Historique

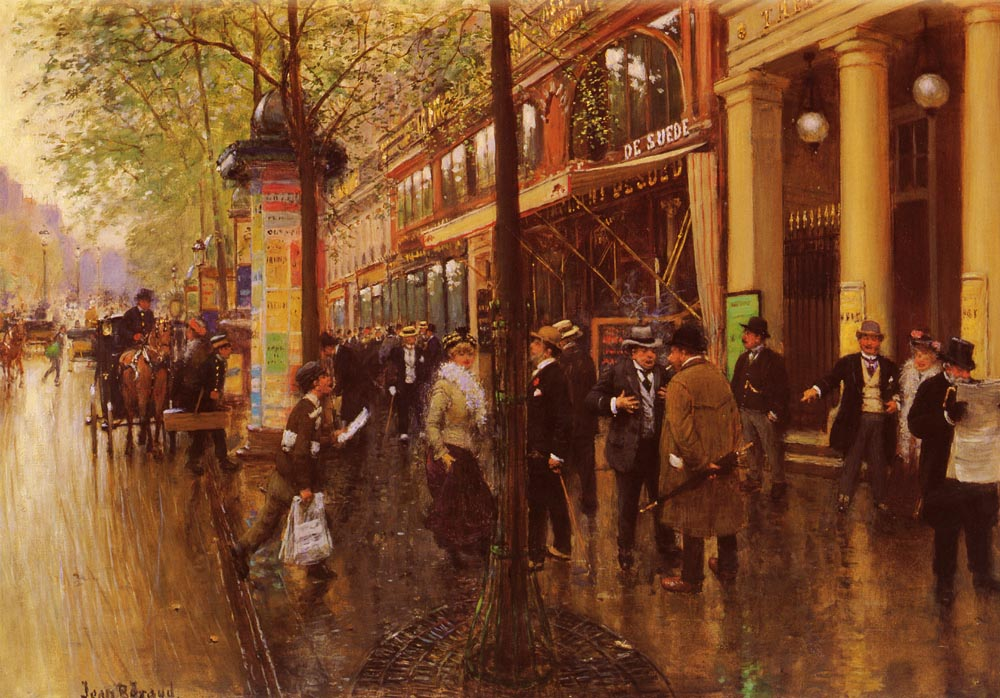
Situé sur les Grands-Boulevards parisiens, le Théâtre des Variétés vu par Jean Béraud (huile sur toile, vers 1875-1890).

La variété trouve son origine dans les divertissements populaires : drames courts, comédies bourgeoises en un acte, numéros de cirque ou de rue, spectacles chantés. Le sens du mot variété, ici placé dans ce contexte, est attesté depuis la fin du XVIIe siècle : ainsi, Furetière, dans son dictionnaire, la définit comme la « qualité d'une création littéraire, artistique, qui donne l'impression de changement ». Les numéros de variétés ne doivent donc avoir aucun lien entre eux. 
Les lieux de représentation, et donc le public, peuvent être des théâtres de premier ordre où ne jouent que des artistes de grande renommée, des théâtres très populaires, de petits théâtres dans des salles de café ou encore tout autre lieu où l'on peut monter une scène de façon convenable. Souvent, d'abord hors de France, les noms des artistes, des personnages, des décors sont francisés. L'exotisme que crée alors la référence à la Belle Époque parisienne, synonyme de divertissement, et l'apparente provenance étrangère des vedettes, contribue à son succès, notamment en Italie.
En ce qui concerne les types de représentation, ils commencent par des numéros entre la chanson et le monologue, puis passent à la macchietta, inventée par Nicola Maldacea (it), qui consiste en une caricature de types tirés de la réalité (il est l'inventeur de la macchietta du « Viveur », le bel homme qui n'a rien dans le cerveau), pour s'étendre ensuite aux numéros de ballet, de prestidigitation, de transformisme et autres. L'acteur s'affirme à travers un type de personnage bien défini avec des numéros qui changent souvent d'une soirée à l'autre.

### Italie
Les variétés étaient très différentes selon la localisation géographique, précisément parce que les acteurs, les chanteurs de genres populaires, les comédiens s'inspiraient fortement de leurs propres traditions : on pouvait parler d'un théâtre du centre-nord de l'Italie, reconnaissable dans la Vénétie, le Piémont, la Lombardie et la Toscane, et d'un théâtre du centre-sud de l'Italie, dont les pôles étaient Rome et Naples. Le spectacle a souvent pour origine un acteur-écrivain, auteur des pièces qu'il interprète lui-même : les artistes de variétés célèbres sont en effet Totò, Raffaele Viviani, Ettore Petrolini, Gustavo De Marco, créateurs de types bien définis et variés. Leopoldo Fregoli, en revanche, a contribué à l'idée du « corpo dinamico » de l'acteur du XXe siècle, rejoignant les autres artistes dans le renouvellement de l'art théâtral dont le spectacle de variétés est un précurseur.

### Considération

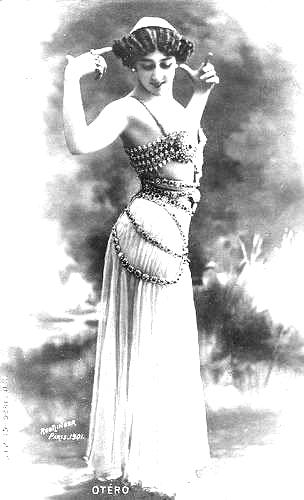
La Belle Otero, danseuse espagnole de variétés à la Belle Époque.

Les variétés, contrairement au théâtre dramatique, ne sont pas considérées comme un véritable art et sont vues avec une sorte d'ostracisme par les critiques et les amateurs de théâtre, avec même des conséquences d'ordre professionnel : en Italie, les artistes de variétés ne peuvent accéder aux pensions que l'État accorde à leurs collègues d'autres secteurs, tandis que les théâtres de variétés eux-mêmes ne bénéficient d'aucune subvention ou soutien de la part de l'État. Durant la période fasciste, l'ostracisme résultant de la volonté de supprimer les représentations en dialecte régional et d'annuler les appels à l'étranger au nom d'une culture nationale de masse, a donc fortement défavorisé la variété, qui s'est trouvée de moins en moins recherchée et jouée.
En 1913, Filippo Tommaso Marinetti publie dans le journal Lacerba le « Manifesto del teatro di varietà » ou « Manifeste du théâtre de variétés », dans lequel il vante la nouveauté d'un type de théâtre qui répudie la vraisemblance, lui préférant le spectaculaire et le paradoxe. Même certains grands acteurs du monde du spectacle international, comme Gordon Craig, ont été influencés et fascinés par la comédie proposée dans les circuits des « teatri di velluto » (litt. « théâtres de velours »).
Au début du XXe siècle, dans le débat sur la figure de l'acteur, Luigi Pirandello se déclare hostile à l'art dramatique car il trahit fondamentalement le texte et la « vie » d'un personnage. À l'inverse, Silvio D'Amico soutient que le grand acteur n'a pas la spontanéité et la capacité d'improvisation de l'acteur de variété, en se gardant toutefois de faire référence à la Commedia dell'arte.

### Différence avec larevue théâtrale
Le spectacle de variétés est appelé revue lorsqu'il est de haut niveau et étroitement organisé comme une composition de numéros distincts — toutefois reliés par un mince fil qui peut être une thématique — et qu'il est basé sur un scénario écrit ; dans le cas contraire, il est appelé avanspettacolo.

### Concurrence du cinéma
Comme d'autres genres théâtraux mineurs, le théâtre de variétés a également subi la concurrence du cinéma à partir des années 1930, puis de la télévision à partir des années 1950. Nombre de ses caractéristiques ont ensuite été reprises par les émissions de variétés radiophoniques et télévisées.